# Megan Gaiser
Megan Gaiser est dirigeante américaine d'entreprise de jeux vidéo, l'une des premières de l'industrie.
Tout d'abord monteuse pour des documentaires, elle rejoint Microsoft en 1994 et travaille sur le logiciel CarPoint.
En 1999, elle devient présidente de Her Interactive qui produit la série de jeux vidéo Nancy Drew.